# ميخائيل جوزيف ميرفي
ميخائيل جوزيف ميرفي (بالإنجليزية: Michael Joseph Murphy)‏ هو كاهن كاثوليكي أمريكي، ولد في 1 يوليو 1915 في كليفلاند في الولايات المتحدة، وتوفي في 3 أبريل 2007 في إيري في الولايات المتحدة.